# Брестник
Брестник (болг. Брестник) — село в Болгарии. Находится в Пловдивской области, входит в общину Родопи. Население составляет 1 688 человек. В некоторых дореволюционных источниках данный населённый пункт описывается как Кара-Агач или Карагач.
В ходе Русско-турецкой войны 1877—1878 гг. здесь произошло сражение между частями русской императорской армии и частями армии Османской империи.

## Политическая ситуация
В местном кметстве Брестник, в состав которого входит Брестник, должность кмета (старосты) исполняет Георги Стоянов Козов (Болгарская социалистическая партия (БСП)) по результатам выборов.
Кмет (мэр) общины Родопи — Йордан Георгиев Шишков (Болгарская социалистическая партия (БСП)) по результатам выборов.